# Jan Gerrit van Wassenaer

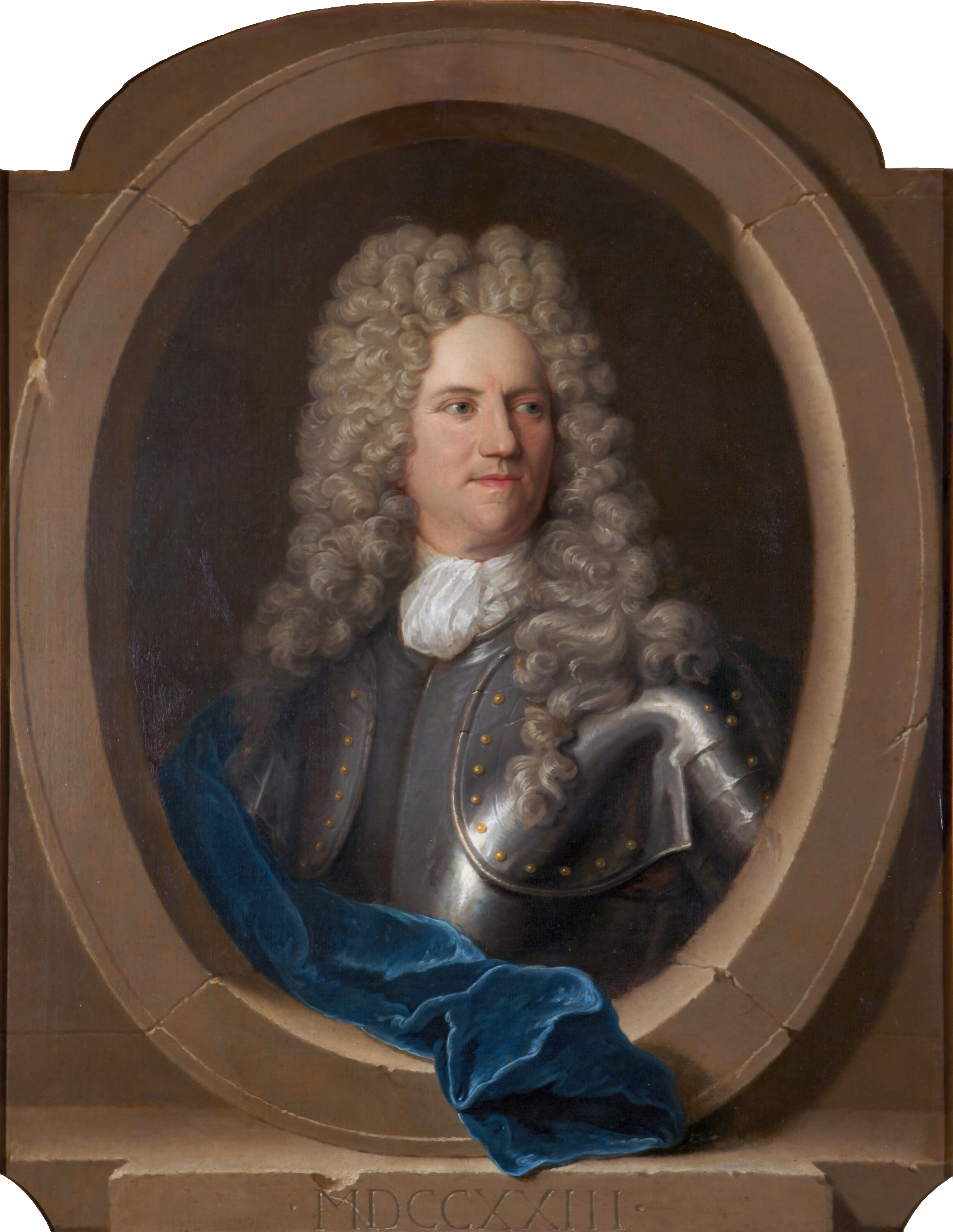
Jan Gerrit van Wassenaer (1672-1723)

Jan Gerrit baron van Wassenaer (Den Haag, gedoopt op 4 februari 1672 – Voorschoten, 29 oktober 1723) was een Nederlandse vlootvoogd die een rol speelde in verschillende zeeslagen tijdens de late 17e en vroege 18e eeuw. Hij werd luitenant-admiraal voor de Admiraliteit van het Noorderkwartier en de Admiraliteit van Amsterdam.
Jan Gerrit werd op 4 februari in de Waalse Kerk te Den Haag gedoopt. Hij was het derde kind van Jacob van Wassenaer van Duvenvoorde en Jacoba van Liere. Op jonge leeftijd trad hij als adelborst in dienst bij de Admiraliteit van Amsterdam en doorliep snel verschillende rangen. In 1690 werd hij benoemd tot buitengewoon-kapitein en kreeg in 1691 op 19-jarige leeftijd het bevel over een schip met 50 kanonnen. Met dit schip nam hij in 1692 deel aan de slag bij La Hougue, waarna hij bevorderd werd tot kapitein.
Van Wassenaer nam deel aan talrijke belangrijke zeeslagen. In 1697 was hij met kapitein Lodewijk van Leyden bij het innemen van een Frans oorlogsschip in het kanaal. Nadat Lodewijk van Nassau-Ottweiler was overleden werd hij in 1700 tot schout-bij-nacht bevorderd en nam als zodanig deel aan de in de volgende jaren gecombineerde Engels-Hollandse zeetochten tegen Spanje. Hij vocht mee in de zeeslag bij Vigo in 1702. Drie jaar later, in 1705, werd hij vice-admiraal en speelde hij een rol in de Spaanse Successieoorlog bij de verovering van Barcelona, Alicante en Cartagena. In 1707 en 1708 voerde hij het bevel over het Hollandse eskader in de Middellandse Zee als vervanging voor de overleden vice-admiraal Philips van der Goes. Zijn carrière bereikte een hoogtepunt in 1709 toen hij eerst door de Admiraliteit van het Noorderkwartier en daarna door de Admiraliteit van Amsterdam werd bevorderd tot luitenant-admiraal. Kort daarna trok hij zich terug uit actieve dienst. Hij bleef in dienst van de zeemacht, maar werkte aan het herstel ervan en zette zich vooral in voor de verbetering van de scheepsbouw, die achterliep op andere landen.

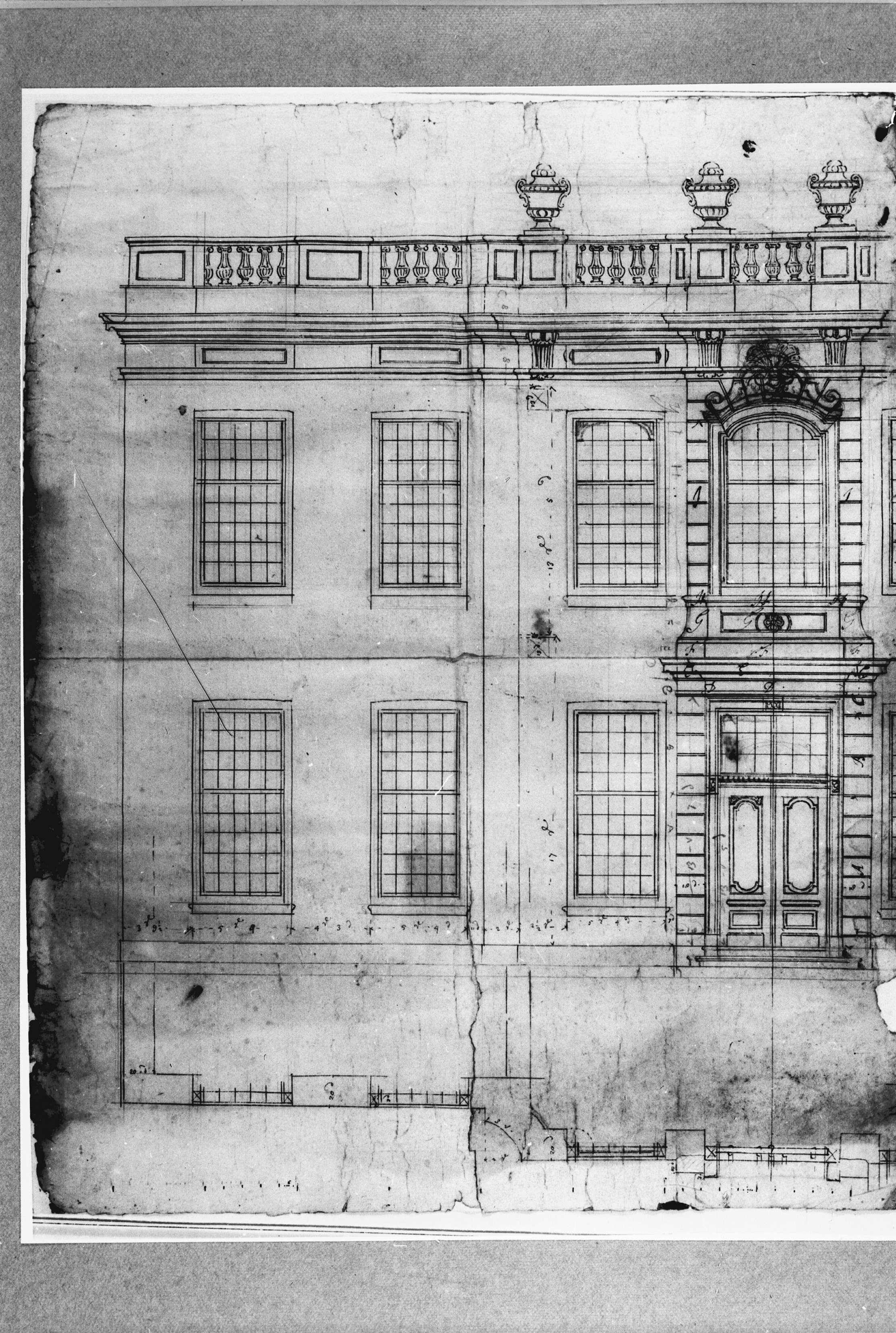
Ontwerptekening van Rosenburg door Daniël Marot

Jan Gerrit van Wassenaer trouwde in 1707 met zijn nicht Maria Jacoba, dochter van Willem van Liere van Katwijk en Geertruyd Anna van Wassenaer van Duvenvoorde. Hij kocht in 1707 het huis Rosenburg in Voorschoten en begon met de aanleg van nieuwe tuinen. In 1711 en 1714 overleden zijn dochters Anna en Jacoba kort na hun geboorte. In 1716 overleed zijn vierjarige zoon Willem, en in 1718 overleed zijn echtgenote. Alleen zijn in 1710 geboren zoon Jacob Jan bleef in leven. Het huis Rosenburg was zo ernstig vervallen dat hij het liet slopen om ruimte te maken voor een nieuwe buitenplaats naar ontwerp van Daniel Marot. De eerste steen van het nieuwe Rosenburg  werd in 1722 gelegd. In het jaar dat het nieuwe Rosenburg werd opgeleverd (1723) overleed Jan Gerrit van Wassenaer aan een gescheurde slokdarm. Op 3 november kreeg hij zijn laatste rustplaats in de grafkelder van de Van Duivenvoordes op het kerkhof van Voorschoten. Met de dood van zijn zoon Jacob Jan stierf de tak Van Wassenaer van Rosenburg in 1728 uit.
- Biografisch Portaal: 52203099
- Digitale Bibliotheek voor de Nederlandse Letteren: wass059